# Cratere Khonsu
Khonsu è un cratere sulla superficie di Ganimede.